# Odontophorus melanonotus
La quaglia boschereccia dorsoscuro (Odontophorus melanonotus Gould, 1861), è un uccello della famiglia Odontophoridae diffuso nelle foreste montane dell'Ecuador e Colombia sud-occidentale.